# علي يوسف الجعدي
العميد ركن علي يوسف الجعدي (أكتوبر 1945 _ يونيو 1994) قائد عسكري بالجيش اليمني، شغل منصب أركان حرب اللواء الثالث مشاة مدعم ورئيس عملياتها حتى حرب صيف 94م.

## التعليم
حصل على المركز الأول في الثانوية العامة بقسمها العلمي في الجمهورية العربية اليمنية سابقا في عام 1968، ومن ثم على بكالوريوس من جامعة صنعاء في العلوم الشرعية واللغوية عام 1972، وبكالوريوس أيضا من جامعة صنعاء من كلية العلوم تخصص كيمياء فيزياء عام 1976.
وتخرج من المركز الحربي في تعز بتخصص المدفعية بتقدير ممتاز عام 1985، وحصل على شهادة تقديرية آنذاك وكان يومها برتبة نقيب، ونظرا لتفوقه تم تكليفة بالتدريس لمدة عام بنفس المعهد.
سافر للاتحاد السوفيتي والتحق بأكاديمية القيادة والأركان هناك ونال شهادة الماجستير في العلوم العسكرية تخصص قيادة وأركان عام 1991، كاد أن ينال شهادة الدكتوراة في العلوم العسكرية وقد قام بتحضيرها ولكنه قتل في حرب صيف 94م في اليمن.

## الخدمة العسكرية
التحق بالسلك العسكري عام 1978 كان قائدا لجبهة القتال ضد المتمردين في منطقة ريمة وذالك في مايعرف ب حرب الجبهة أو حرب المناطق الوسطى باليمن مابين عامي (1978 - 1983). شارك في القتال ضد الملكيين في حصار السبعين والدفاع عن صنعاء.

## الأوسمة
1. شهادة تقدير وشكر إبان حصار السبعين،
2. وسام الواجب،
3. وسام الشجاعة،

## استشهاده
استشهد في لحج منطقة الوهط صباح الأربعاء 8 يونيو 1994، بصاروخ أطلق من طائرة دمر السيارة التي كانت تقله واستشهد معه العميد الركن عبد الخالق قعشم والعميد أحمد شرف الحبشي ودفنوا جميعاً في مقبرة الشهداء في صنعاء.